# Джайнс, Кортни
Кортни Элизабет Джайнс (англ. Courtney Elizabeth Jines; род. 4 мая 1992, Фэрфакс, Виргиния, США) — американская актриса, сценарист и продюсер.

## Биография
Джайнс родилась 4 мая 1992 года Фэирфакс, Вирджиния.

## Карьера
Кортни начала сниматься в кино с шести лет.  Первую роль она получила в 2000-м году в фильме Бросок на десять ярдов режиссёра Стэйси Кокрэн, где исполнила роль дочери главной героини. В том же году она получила одну незначительную роль в эпизоде телесериала «Третья смена». Вплоть до 2003 года играла в основном в нескольких эпизодов телесериалов, пока в 2003 году не снялась в фильме Дети шпионов 3-D: Игра окончена появившись в роли Деметры.
В настоящий момент Кортни служит в качестве тренера-волонтера в международной спортивной организации Special Olympics и очень гордится таким сотрудничеством. Увлекается пением, танцами, игрой на гитаре и фортепиано. Любит верховую езду, катание на велосипеде и прогулки по магазинам. Увлечена животными (дома у неё живут две собаки и аквариумная рыба) и в будущем планирует стать действующим ветеринаром. Помимо всего прочего пробует себя в качестве сценариста и продюсера.
Близкая подруга своей коллеги по съемкам Дженнет Маккерди.

## Фильмография

### Телесериалы
| Год  | Сериал                              | Роль                  | Эпизод              |
| ---- | ----------------------------------- | --------------------- | ------------------- |
| 2000 | Третья смена                        | Лиза Хэгонон          | Гонки на разрушение |
| 2001 | Закон и порядок: Специальный корпус | Ханна Миллер          | Феи                 |
| 2002 | C.S.I.: Место преступления          | Джессика Рэйчел Трент | Кошки на окошке     |
| 2002 | That Was Then                       | Kristen Farrell       | Эпизод № 1.6        |
| 2003 | Скорая помощь                       | Рэйчел                | Святой в городе     |
| 2004 | Джек и Бобби                        | Дина Гринберг         | Today I Am a Man    |
| 2006 | Война в доме                        | Хайди                 | 4 эпизода           |

### Фильмы
| Год  | Фильм                         | Роль             |
| ---- | ----------------------------- | ---------------- |
| 2000 | Бросок на десять ярдов        | Гарриет Дил      |
| 2001 | Полдень с Гауди               | Далила           |
| 2002 | Сны Анны                      | Джули Морган     |
| 2003 | Красная Бетси                 | Джейн Раундс     |
| 2003 | Дети шпионов 3: Игра окончена | Деметра          |
| 2005 | Благодаря Винни-Дикси         | Аманда Уилкинсон |
| 2005 | Silver Bells                  | Bridget Bryne    |
| 2013 | Томас                         | Неизвестно       |
| 2014 | Иди спать, Сэйди              | Неизвестно       |